# Deák Mária
Kehidai Deák Mária Judit (Zalatárnok, 1858. december 25. – Budapest. 1917. október 5.) magyar tárcaírónő, a kehidai Deák család krónikása, képviselőházi felügyelőnő. Férje Gigler Jenő, aki a több éves gyermektelen házasságuk után elhagyta feleségét.

## Családja és származása
A Zala vármegyei nemesi származású kehidai Deák család sarja. Édesapja kehidai Deák Lajos (1817–1879), vármegyei esküdt, földbirtokos, testőr, százados, édesanyja, farkaspatyi Farkas Judit (1822–1894) volt. Apai nagyszülei kehidai Deák József (1764–1831), földbirtokos, főhadnagy, és a polgári származású István Katalin (1780–1850) voltak. Anyai nagyszülei farkaspatyi Farkas Gábor, kálócfapusztai földbirtokos, hadnagy, és marosi Nagy Anna (1785–1840) voltak; farkaspatyi Farkas Gáborné marosi Nagy Anna szülei marosi Nagy András (1742–1798), táblabíró, földbirtokos és a zalai tekintélyes nemes Sümeghy családból való Sümeghy Judit 1746–1801) asszony voltak. Anyai nagybátyja farkaspatyi Farkas Dávid (1816–1886), jogász, országgyűlési képviselő volt.

## Élete
Deák Mária 1882. június 7.-én Zalatárnokon, férjhez ment a zalaegerszegi születésű Gigler Jenő (Zalaegerszeg, 1859. február 27.–Budapest, 1940. március 11.) adó-végrehajtóhoz. A házaspár eleinte Zalaegerszegen lakott, majd a fiatal házasok néhány évvel később Budapesten telepedtek le, ám a férj mindvégig nem tudott mit kezdeni hitvese bohém és társaságkedvelő természetével. A csillogó kávéházak hangulata, a vidám színházi darabok és a báli szezon zenés táncos mulatságai egyre többször csábították el otthonról a pesti művészvilág bűvkörébe csöppenő vidéki Deák Máriát. Mivel gyermekük nem született, házasságuk néhány éven belül válságba került, 1896-ra pedig olyannyira elmérgesedett, hogy a férfi elköltözött a közös lakásból, majd beadta a válókeresetet. A házasságot 1902. február 11.-én végül a törvényszék felbontotta. Gigler Jenő később újraházasodott; 1906-ban elvette Schiffer Cecíliát. Mivel az 1902-es válási tárgyalást követően a Gigler Jenő mentesült a nőtartási kötelezettségei alól Deák Mária iránt, a már jogilag is egyedülálló asszonynak munkát kellett keresnie. 1903 körül az új parlament épületében helyezkedett el, ahol országházi felügyelőnőként protokolláris tevékenységet folytatott.
A Deák Máriának Deák Ferencről szóló, és vele kapcsolatos visszaemlékezései a századforduló utáni években igen gyakran jelentek meg a Pesti Hírlap, a Budapesti Napló és a Tiszántúl című újságokban és igyekezett bálványozott rokona emlékét tovább népszerűsíteni. Mária és ráczkevi Eötvös Károly (1842-1916) politikus, ügyvéd, kedves barátságban voltak; az úr jogi segítséget nyújtott Deák Máriának válásákor. Később, amikor Eötvös a "Deák Ferenc és családja" című művében dolgozott gyakran konzultálta a hölgyet. A fennmaradt dokumentumok alapján nehéz megítélni, hogy Eötvös Károly és Deák Mária személyes ismeretsége túlmutatott-e az eddigiekben feltárt bizalmas viszonyon. Mindenesetre egészen bizonyos, hogy az asszony rajongott Eötvösért. Újságcikkeiből visszatükröződik az író egyedi stílusának befolyása, és az is tagadhatatlan, hogy parlamenti állását Eötvös Károly több évtizedes képviselői presztízsének és közkedvelt, prominens személyének köszönhette.
Deák Mária 1914. február 8-án „szíve sugallatát követve”, saját kezűleg írt végrendeletet hagyott hátra Budapesten. Ingóságait, a részben Deák címerrel ellátott arany és ezüstneműit, festményeit, értékes porcelánkészleteit és bútorait főként marosi Nagy Józsefné Deák Borbála és Deák Péter nagykanizsai rendőr-főkapitány testvéreire és azok gyermekeire hagyományozta.
A tehetséges írónő végül Budapesten 1917. október 5.-én hunyt el gyermekek nélkül.